# Cupid and a Dress Coat
Cupid and a Dress Coat è un cortometraggio muto del 1914. Il nome del regista non viene riportato nei credit del film che, prodotto dalla American Film Manufacturing Company su un soggetto di J. Edward Hungerford, aveva come interpreti Margarita Fischer, suo marito Harry A. Pollard e Joe Harris.

## Trama
Henry e Sam sono coinquilini. Innamorati tutti e due della stessa ragazza, Ethel, la più bella della città, sono stati invitati da lei a una festa. Mentre si preparano per la serata, Henry scopre che l'abito da sera dell'amico ha uno strappo, cosa che gli suscita una risata inopportuna, irritando Sam. Così, quando Henry si chiude in bagno, Sam ha la bella idea di prendergli la giacca e di lasciare a lui quella strappata. Adesso a trovarsi in una situazione imbarazzante è Henry che aggiusta come può lo strappo, si mette la giacca dell'amico e arriva al ballo giusto in tempo per vedere Sam che balla con Ethel. Mentre si china a raccogliere il ventaglio della ragazza, lo strappo si squarcia. Henry è molto imbarazzato ma Ethel lo porta nella stanza accanto e gli cuce la giacca. Calmatosi, Henry le racconta tutta la storia del furto di Sam. Lei, che segretamente preferisce lui rispetto a Sam, decide di attirare quest'ultimo in giardino e, con il pretesto di avere freddo, gli fa togliere la giacca per darla a lei. Poi corre da Henry. Questi, nel frattempo, ha trovato nella tasca della giacca di Sam un anello col diamante. Mette al dito di Ethel l'anello e, davanti a tutti gli invitati, i due annunciano il loro fidanzamento. Quando Sam riconosce il diamante, la sua disfatta è completa.

## Produzione
Il film fu prodotto dalla Beauty (American Film Manufacturing Company).

## Distribuzione
Distribuito dalla Mutual, il film - un cortometraggio in una bobina - uscì nelle sale statunitensi il 1º dicembre 1914.